# Železniční trať Domažlice – Planá u Mariánských Lázní
Železniční trať Domažlice – Planá u Mariánských Lázní (v jízdním řádu pro cestující označená číslem 184) je jednokolejná regionální trať, která vede z Domažlic přes Poběžovice a Bor do Plané u Mariánských Lázní.
Na další železniční síť je napojena v Domažlicích (Plzeň - Furth im Wald, Horažďovice předměstí - Domažlice), Poběžovicích (Staňkov-Poběžovice), Boru (Svojšín-Bor) a Plané u Mariánských Lázní (Železniční trať Plzeň–Cheb).

## Organizace dopravy
Z hlediska řízení dopravy je trať rozdělena na několik částí. Zahrnuje dva úseky řízené podle předpisu o zjednodušeném řízení drážní dopravy (D3) mezi Domažlicemi a Tachovem, které od sebe odděluje přilehlá stanice Bělá nad Radbuzou.
Pro úsek Domažlice-Bělá jsou dirigující stanicí Poběžovice, status dopravny D3 mají Klenčí pod Čerchovem a Hostouň, pro úsek Bělá-Tachov je dirigující stanicí Bor a status dopravny D3 mají Třemešné pod Přimdou, Stráž u Tachova a Staré Sedliště.

## Historie
Provoz na trati z Plané u Mariánských Lázní do Tachova byl zahájen v roce 1895.
Trať z Tachova do Domažlic byla zprovozněna v roce 1910, kdy v Boru, Poběžovicích a Odb Pasečnice navázala na již existující tratě.
Od prosince 2021 nezastavuje v zastávce Tachov-Bíletín žádný vlak.

## Navazující tratě

### Domažlice
- Trať 180 Plzeň hl. n. – Plzeň-Jižní Předměstí - Nýřany - Odbočka Vránov - Domažlice - Odbočka Pasečnice - Česká Kubice st. hr. (Furth i Wald DB)

### Poběžovice
- Trať 182 (Staňkov) Odbočka Vránov - Poběžovice

### Bor
- Trať 186 Svojšín - Bor (bez pravidelné osobní dopravy)

### Planá u Mariánských Lázní
- Trať 170 Beroun - Zdice - Rokycany - Chrást u Plzně - Plzeň hl. n. - Plzeň jižní předm. - Pňovany - Svojšín - Planá u Mar. Lázní - Mariánské Lázně - Cheb - Cheb st. hr. (Schirnding DB)

## Stanice a zastávky

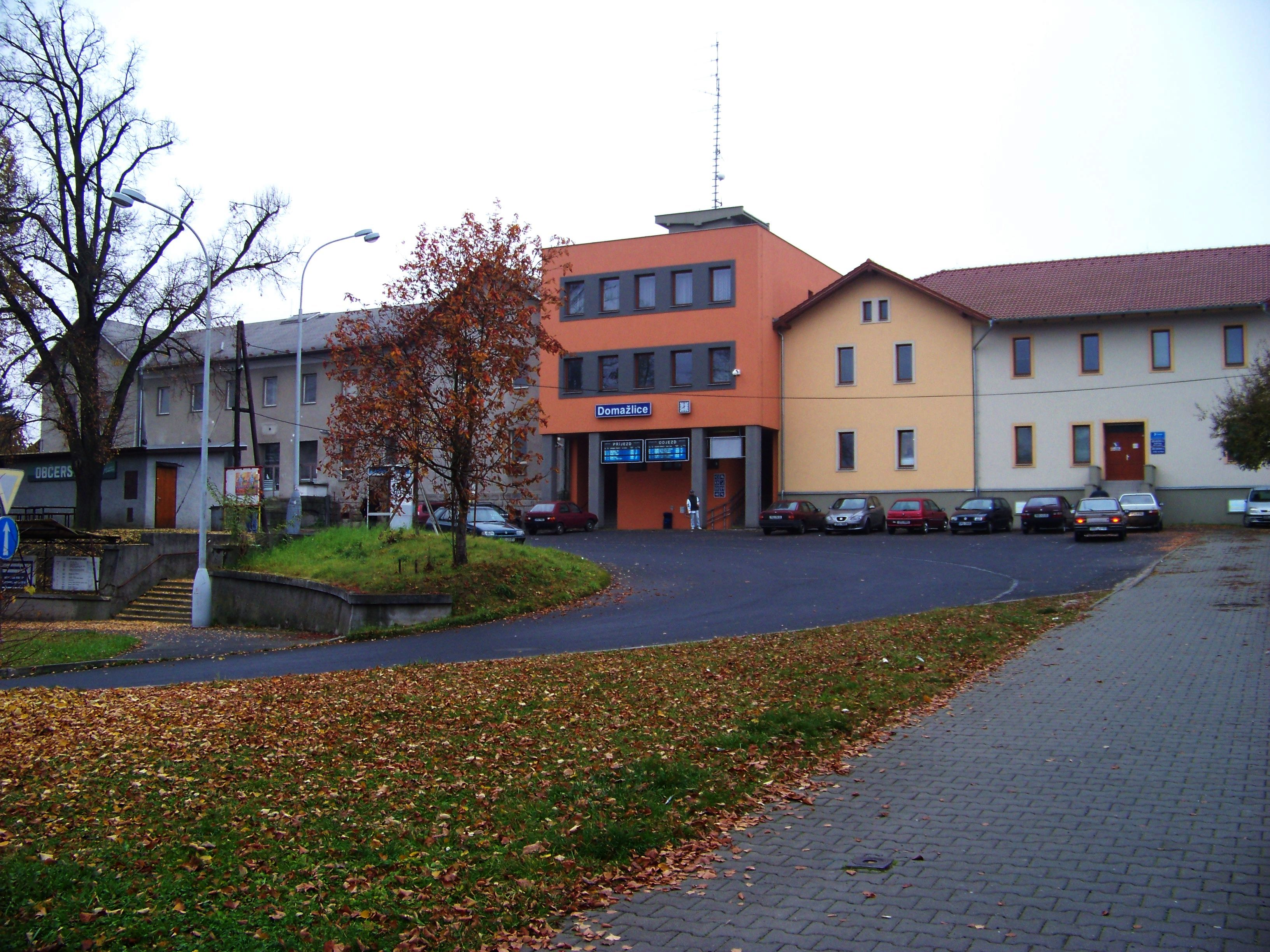
Domažlice
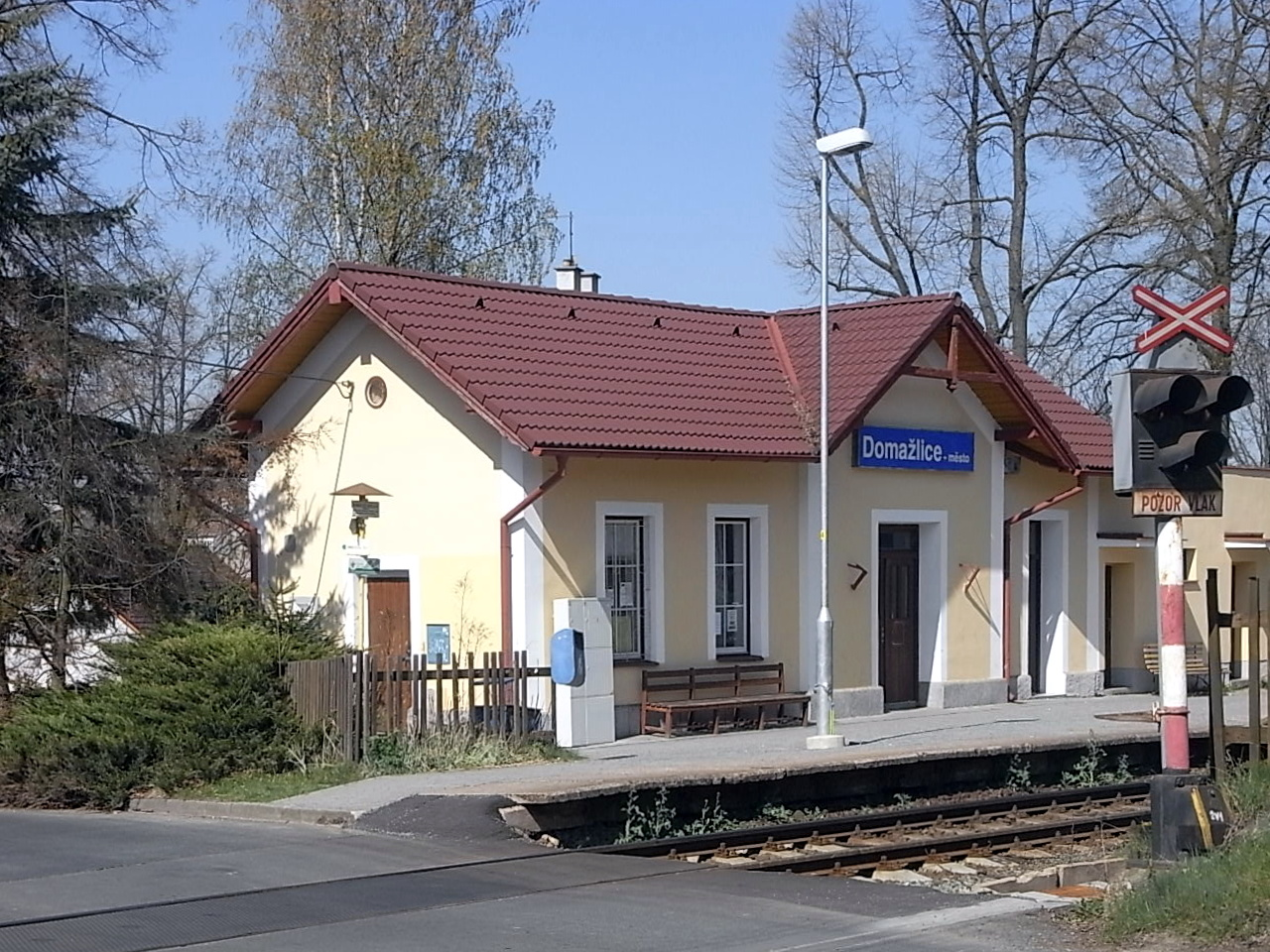
Domažlice město
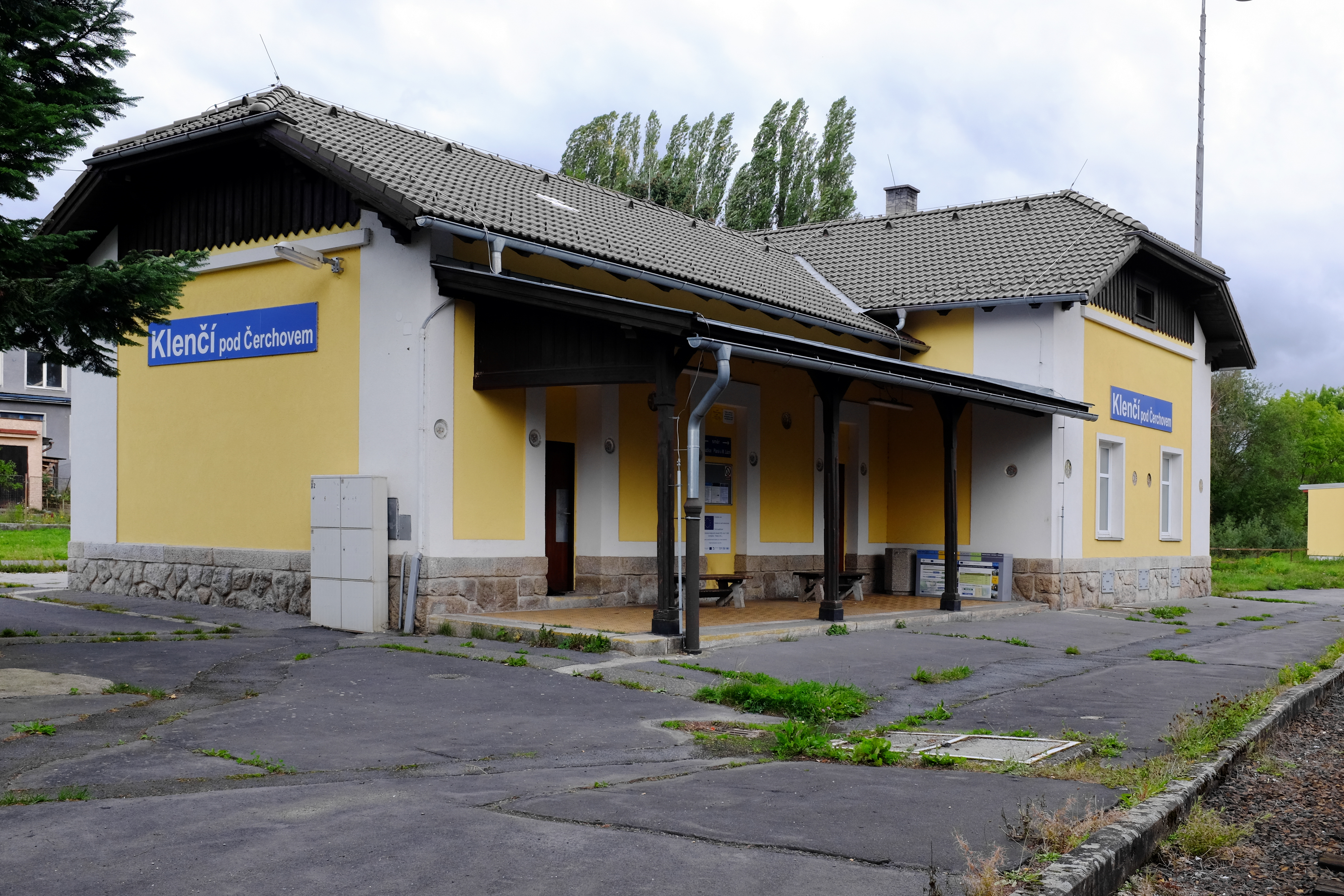
Klenčí pod Čerchovem
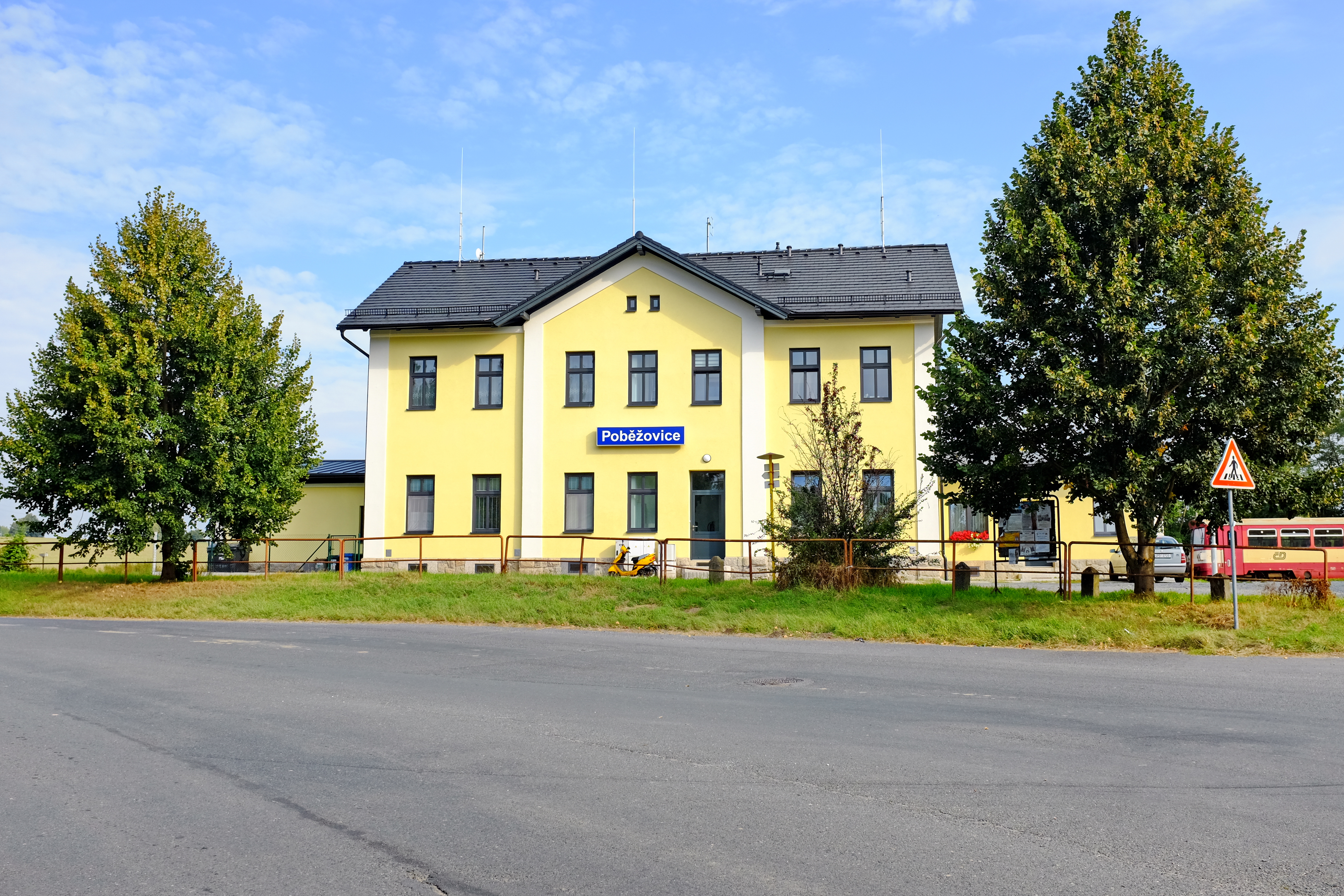
Poběžovice
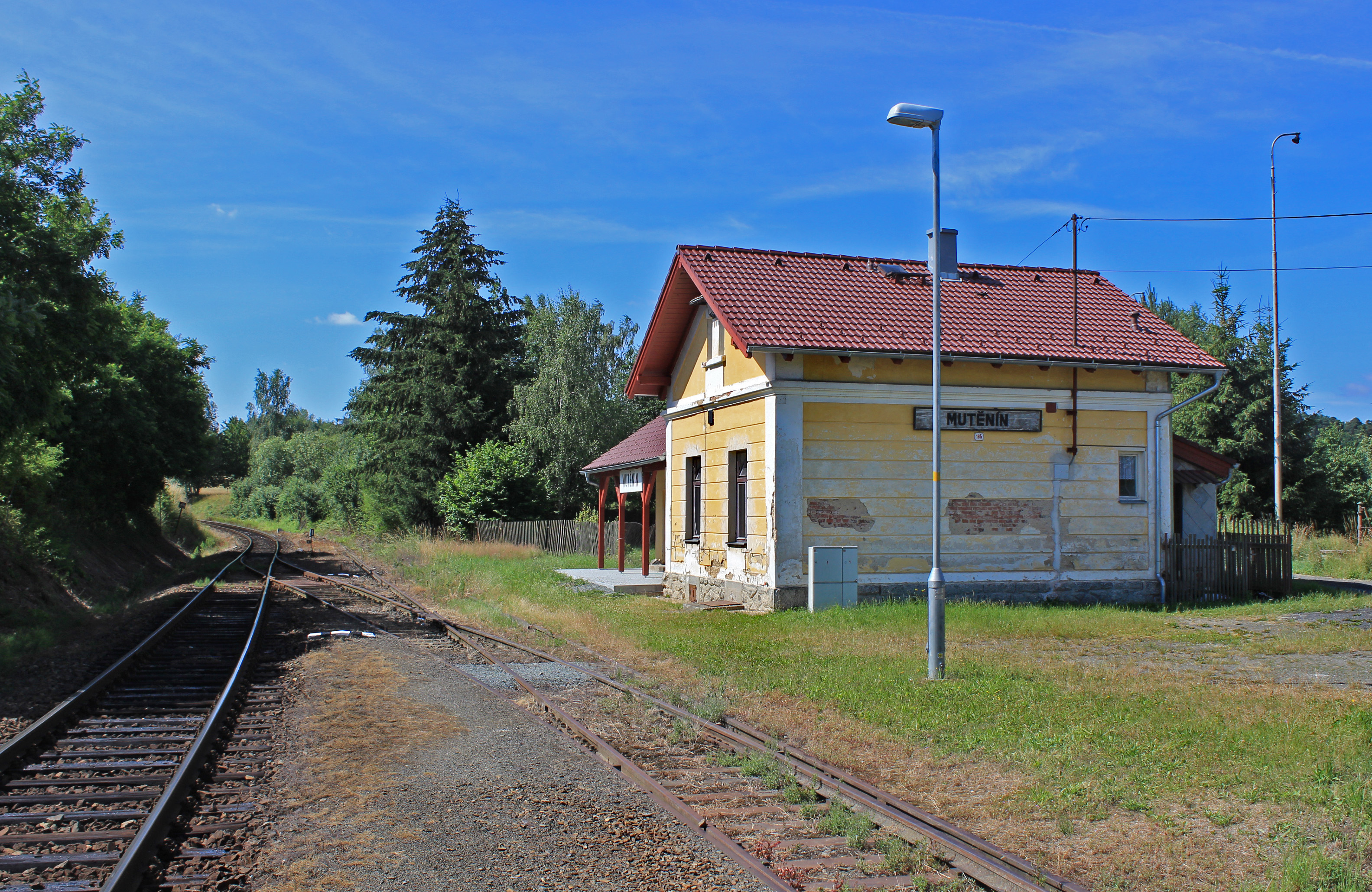
Mutěnín
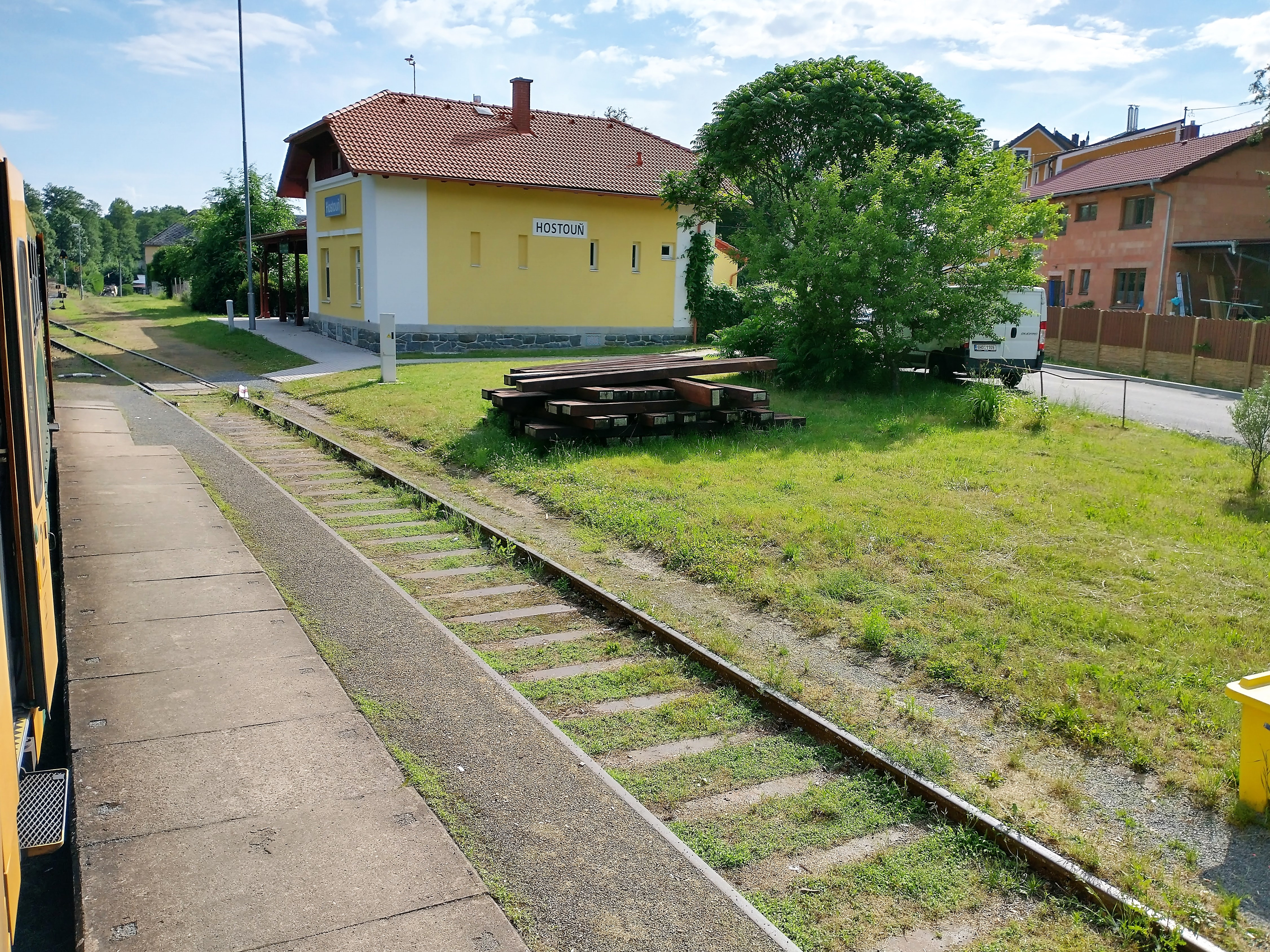
Hostouň
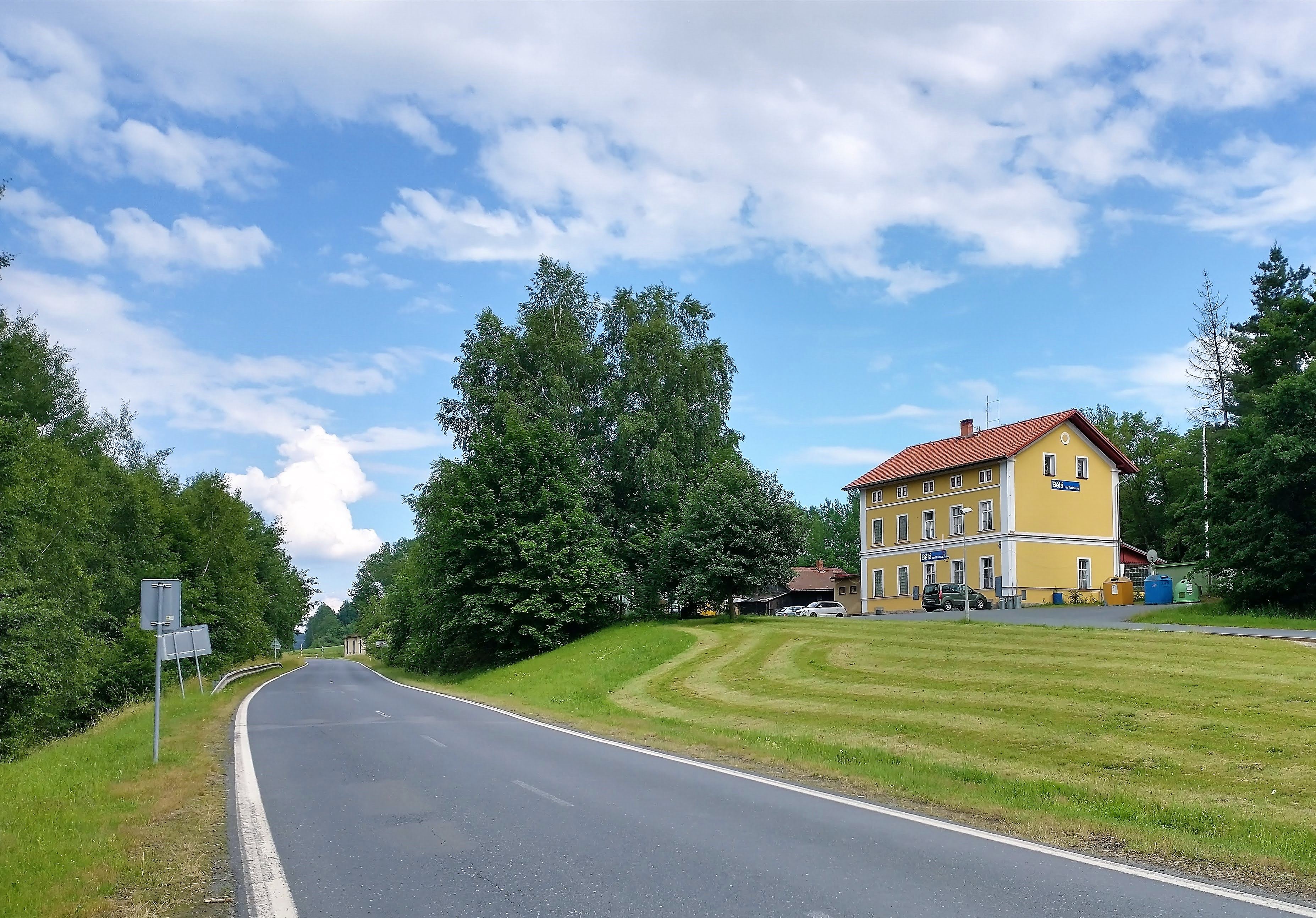
Bělá nad Radbuzou
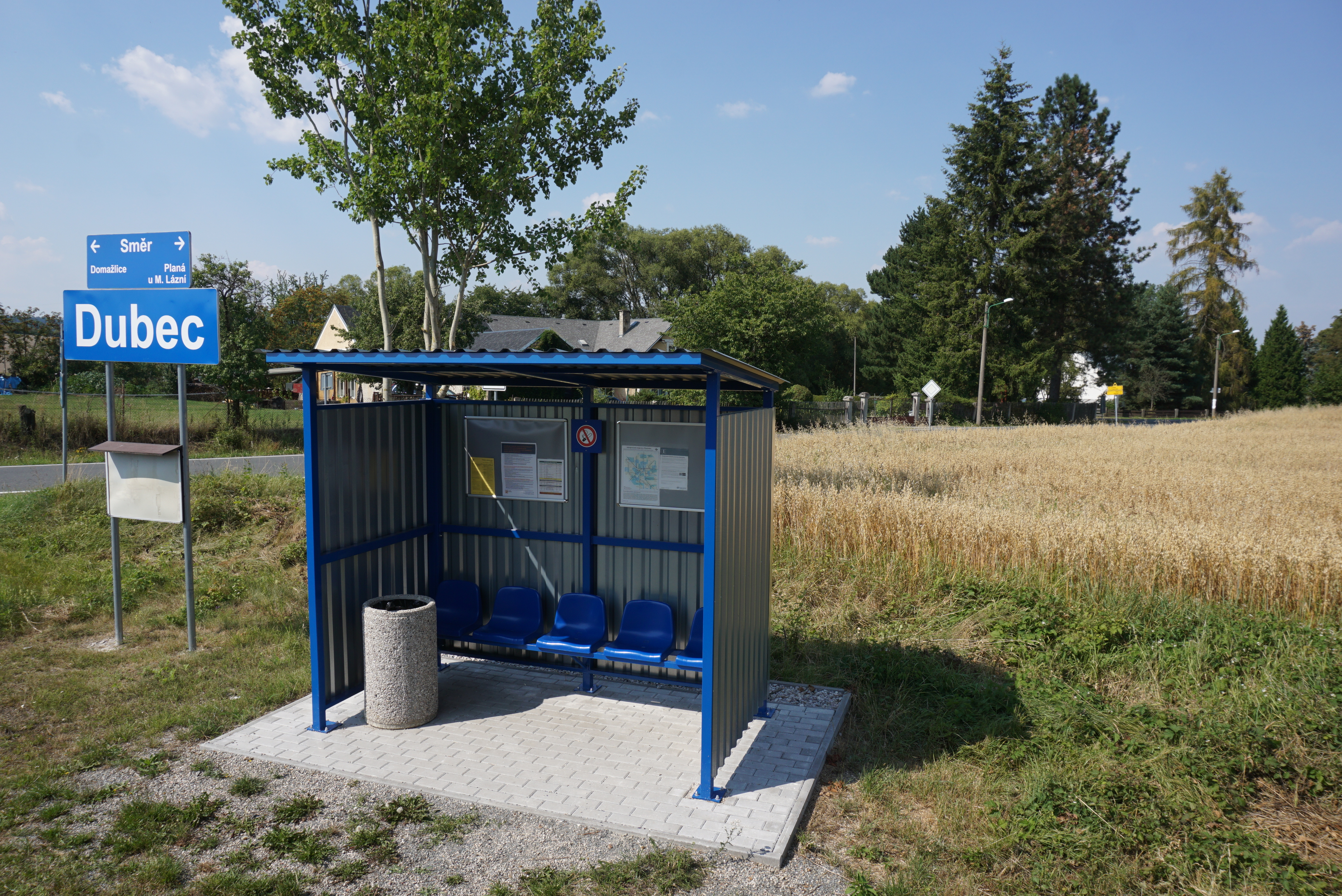
Dubec
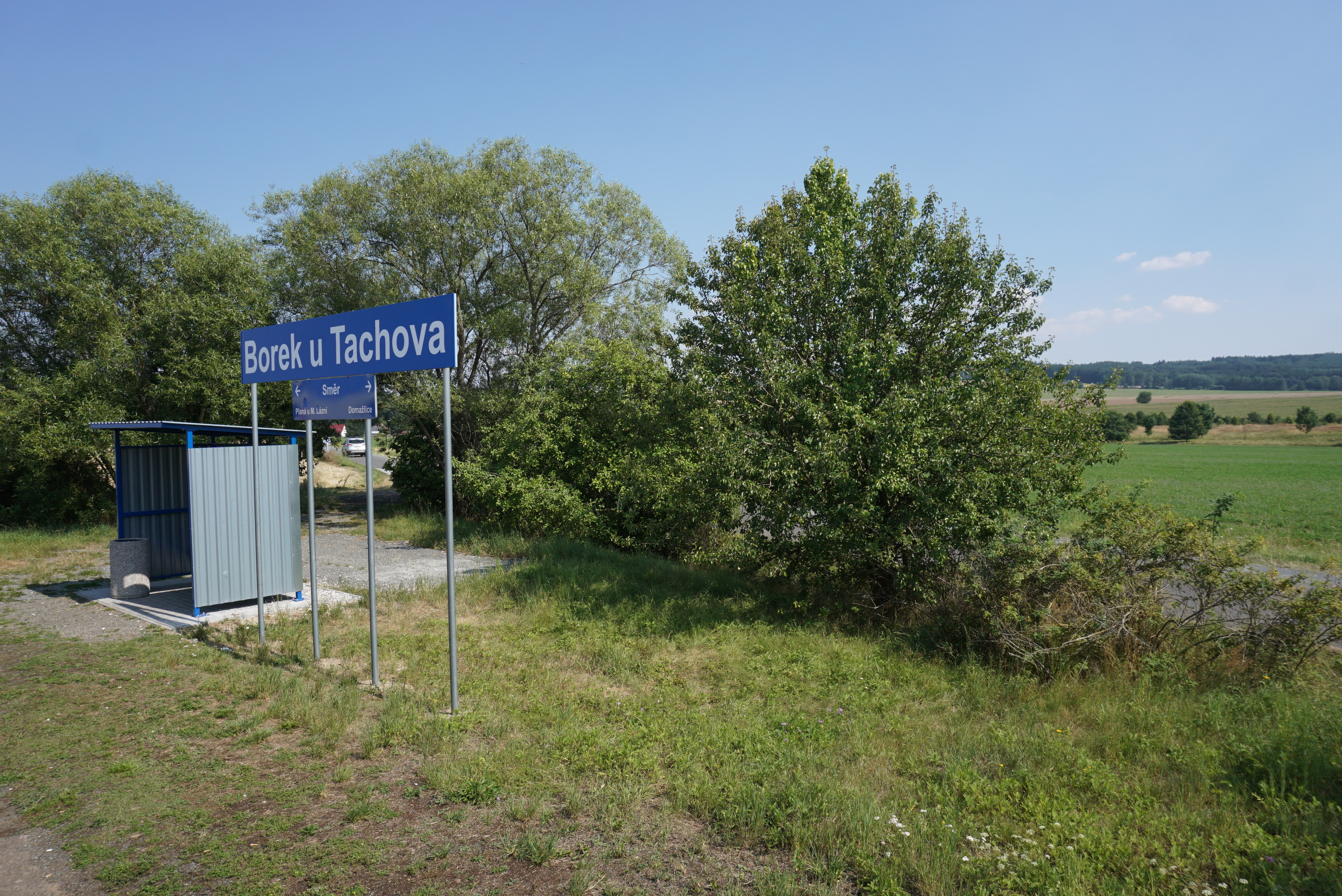
Borek u Tachova
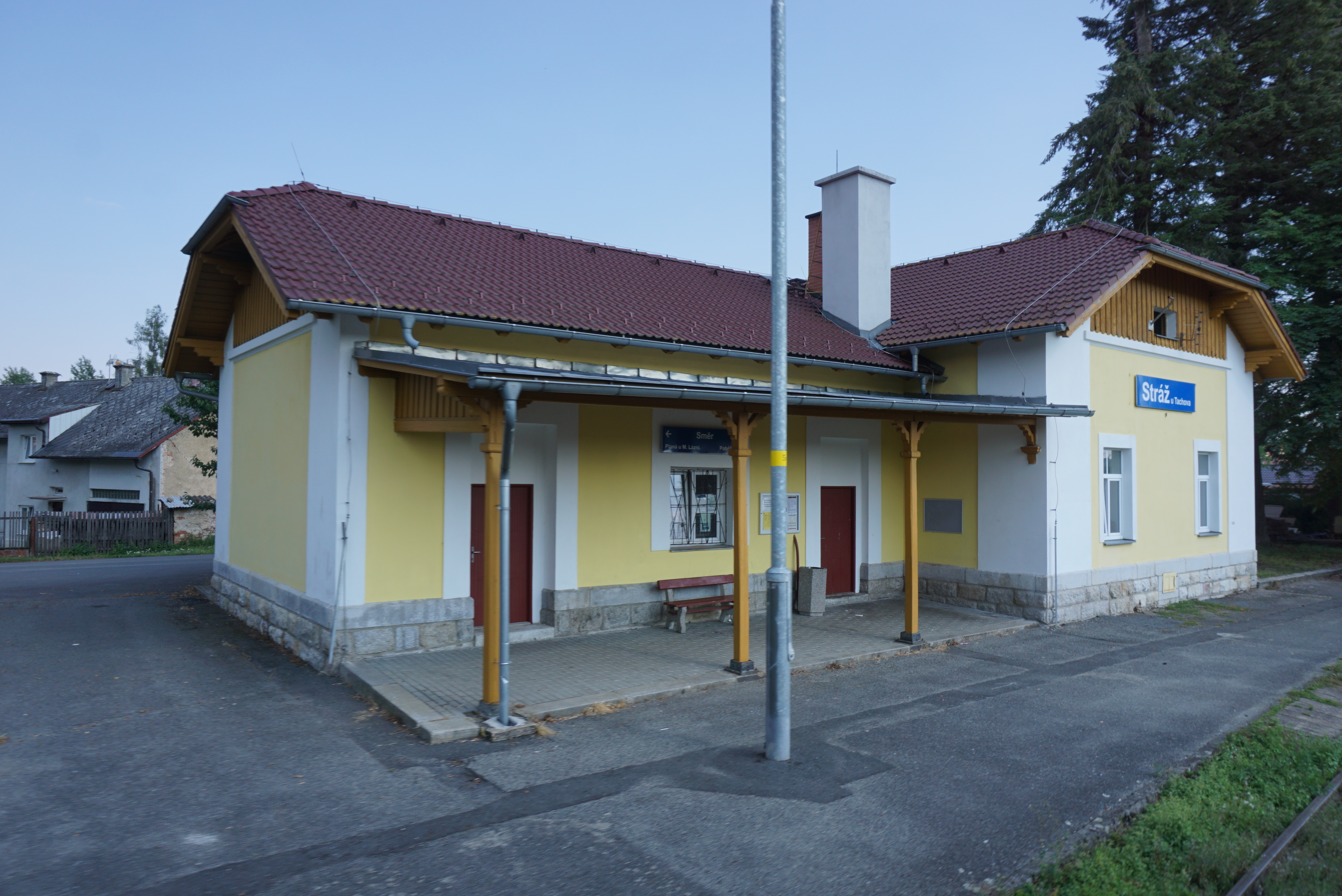
Stráž u Tachova
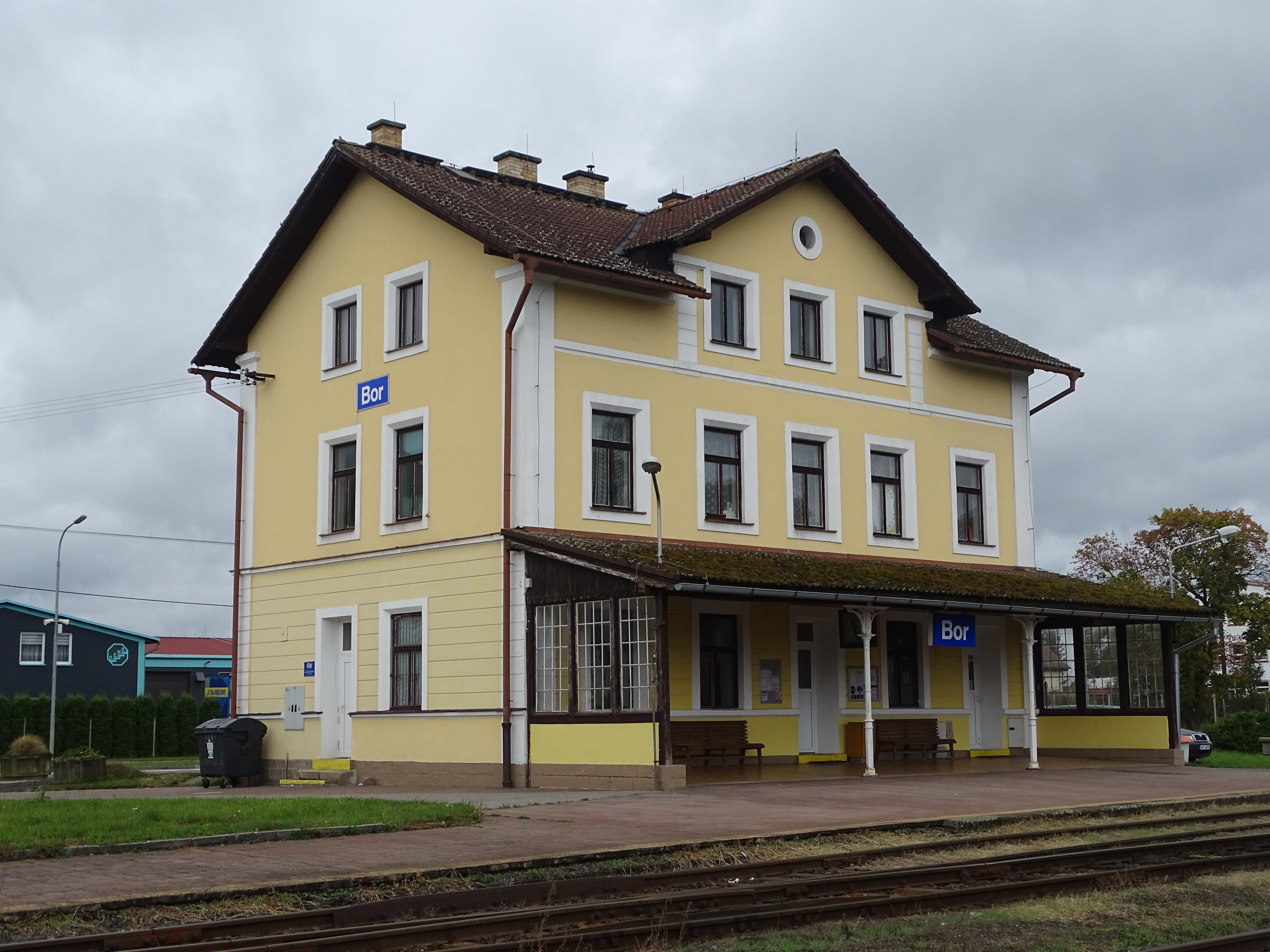
Bor
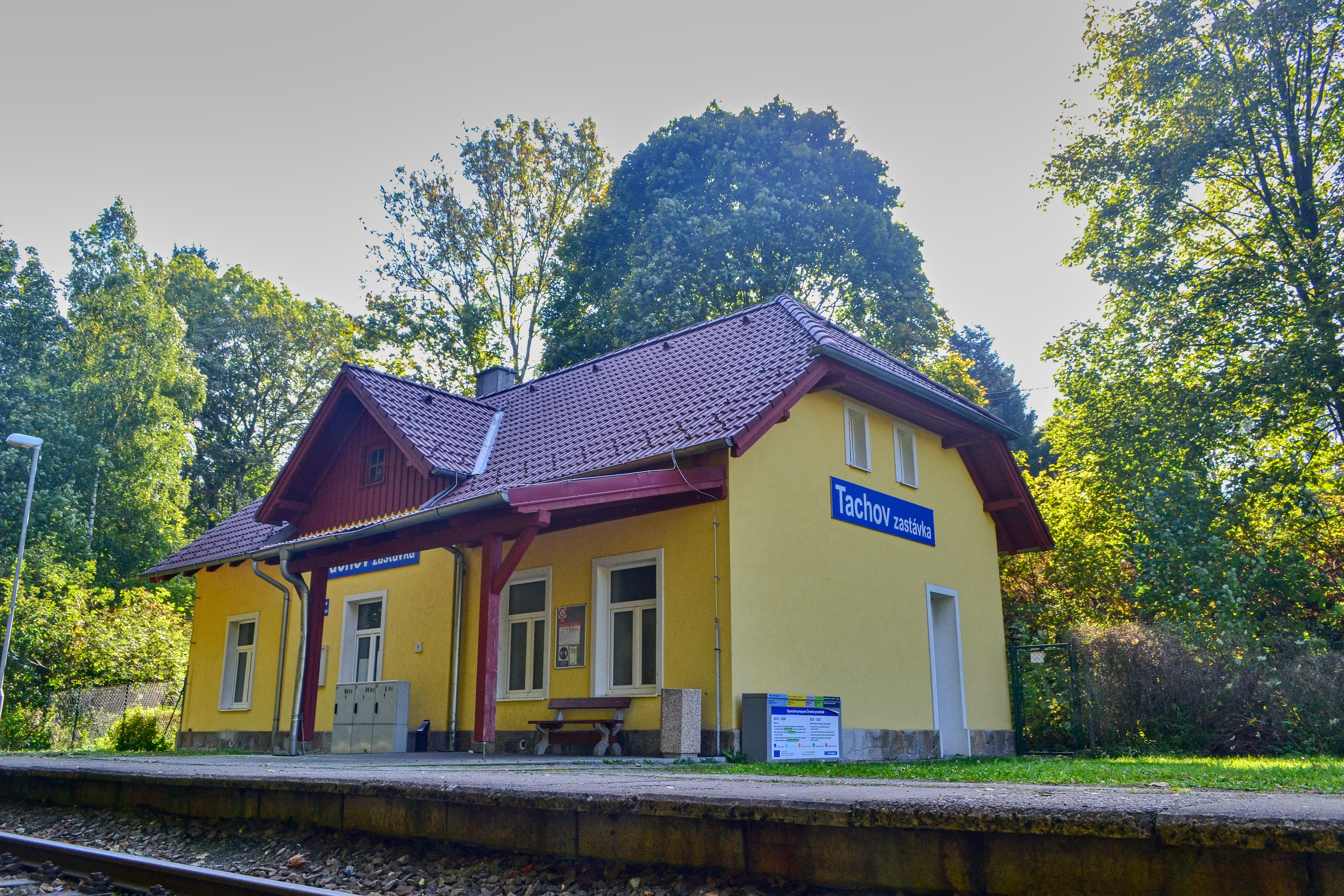
Tachov zastávka
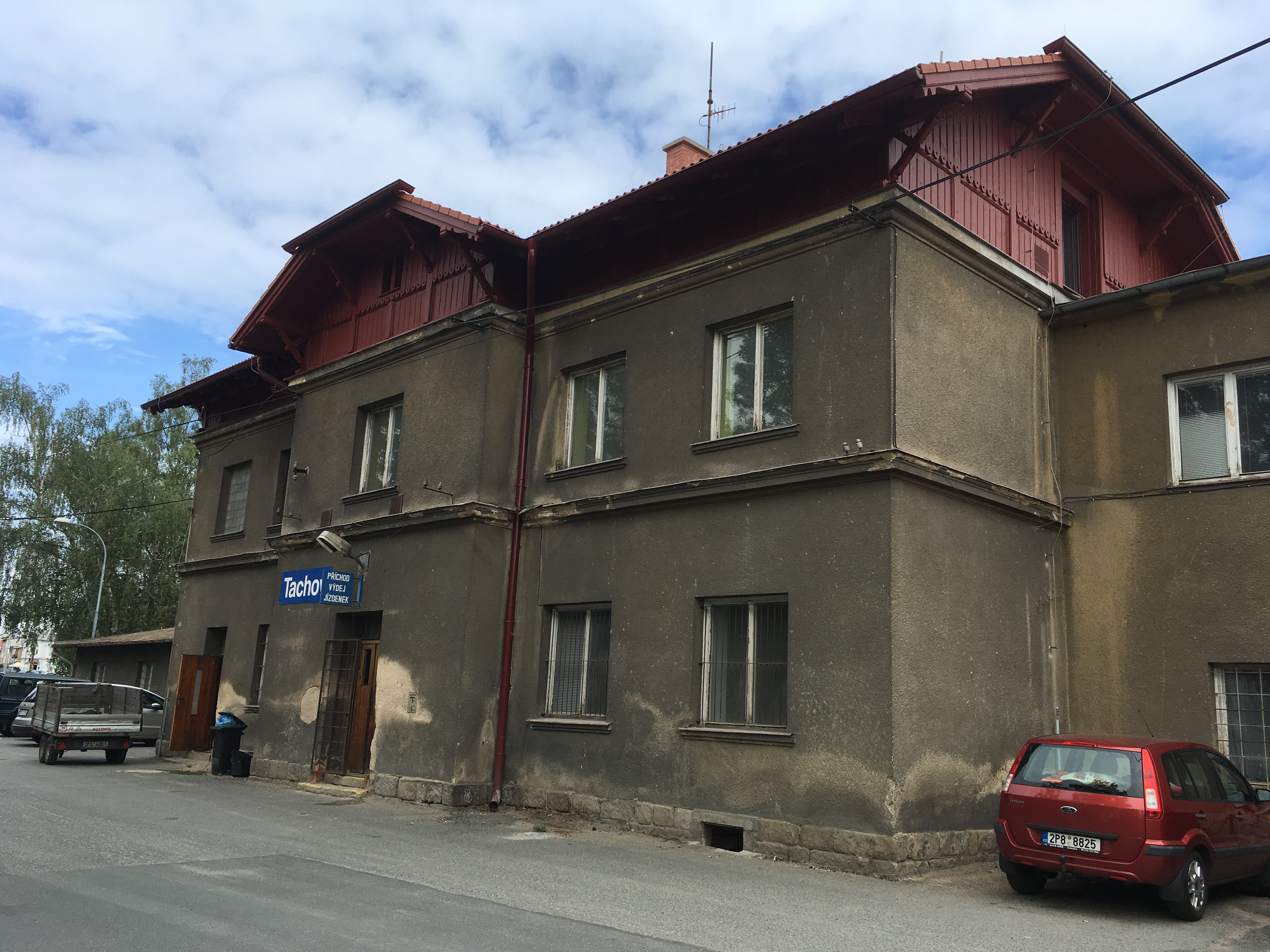
Tachov
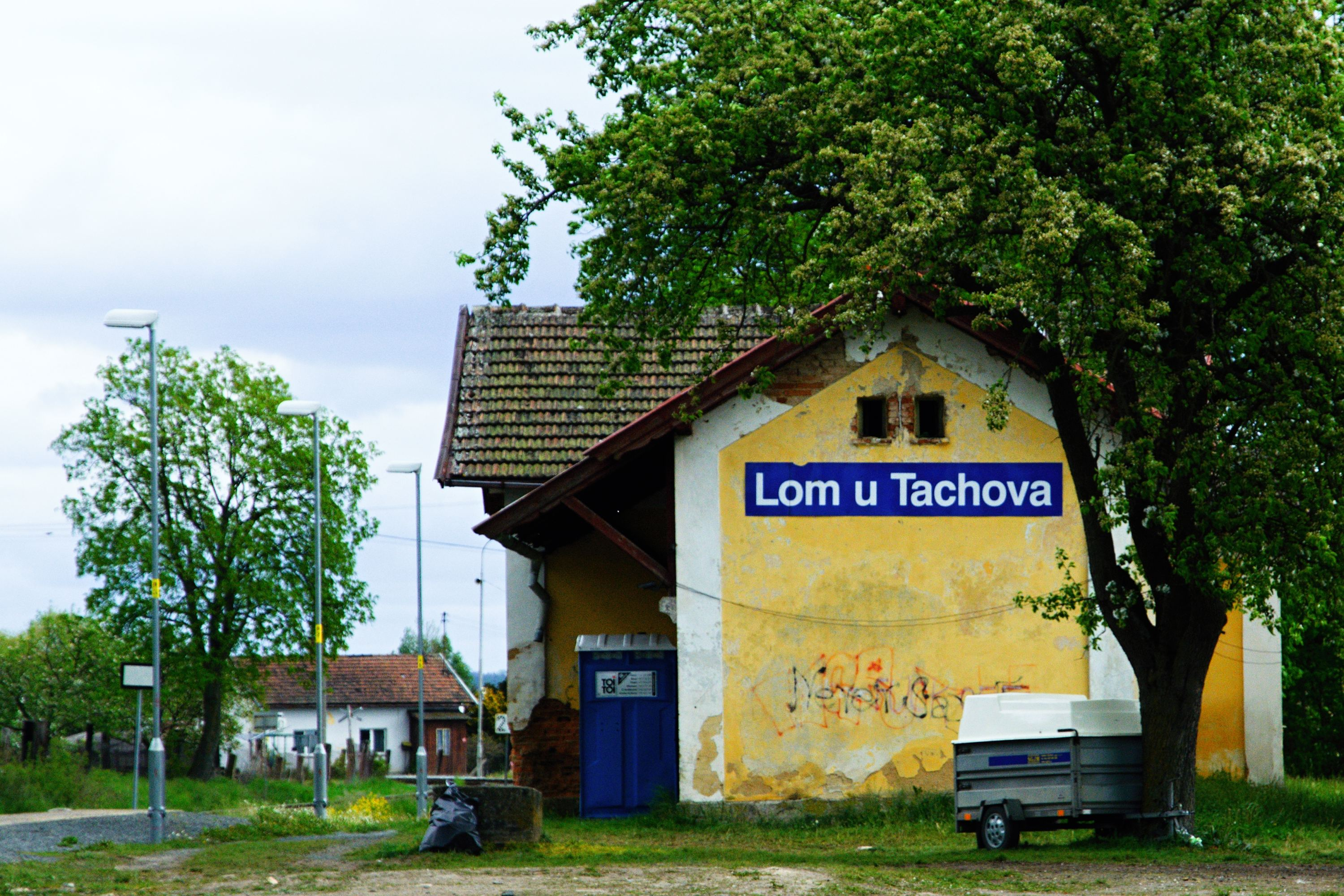
Lom u Tachova
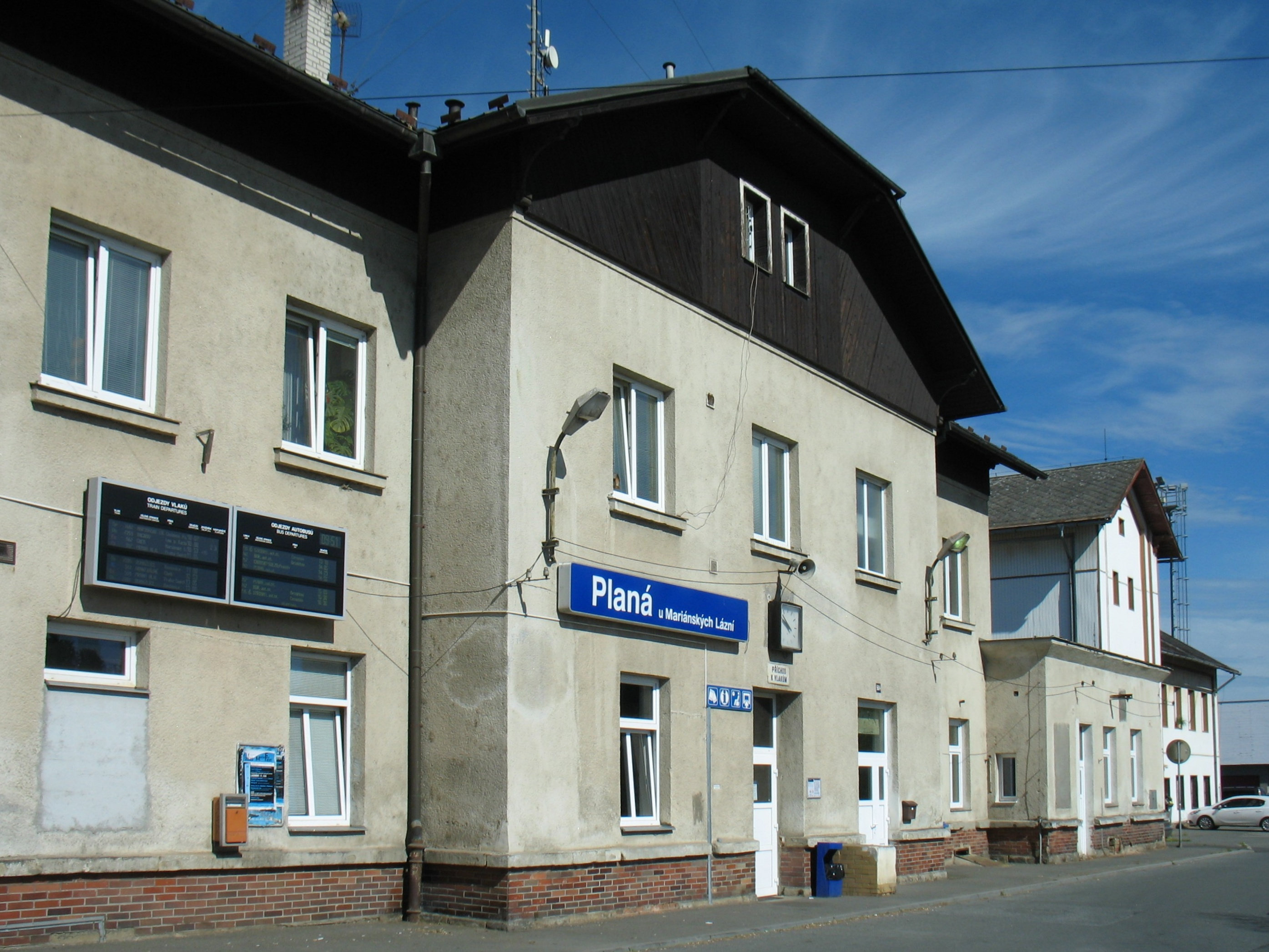
Planá u Mariánských Lázní